# Eulasiopalpus tatei
Eulasiopalpus tatei är en tvåvingeart som beskrevs av Charles Howard Curran 1947. Eulasiopalpus tatei ingår i släktet Eulasiopalpus och familjen parasitflugor. Inga underarter finns listade i Catalogue of Life.